# Komarno (Bar)
Pour les articles homonymes, voir Komarno.
Komarno (en serbe cyrillique : Комарно) est un village du sud du Monténégro, dans la municipalité de Bar.

## Démographie

### Évolution historique de la population
| 1948 | 1953 | 1961 | 1971 | 1981 | 1991 | 2003 |
| ---- | ---- | ---- | ---- | ---- | ---- | ---- |
| 258  | 233  | 159  | 108  | 62   | 37   | 26   |